# Syrphus
Genre
Syrphus est un genre d'insectes diptères du sous-ordre des Brachycera (les Brachycera sont des mouches muscoïdes aux antennes courtes), de la famille des Syrphidae.

## Espèces rencontrées en Europe
- Syrphus admirandus Goeldlin 1996
- Syrphus attenuatus Hine 1922
- Syrphus auberti Goeldlin 1996
- Syrphus nitidifrons Becker 1921
- Syrphus rectus Osten-Sacken 1877
- Syrphus ribesii (Linnaeus 1758)
- Syrphus sexmaculatus (Zetterstedt 1838)
- Syrphus torvus Osten-Sacken 1875
- Syrphus vitripennis Meigen 1822

## Galerie

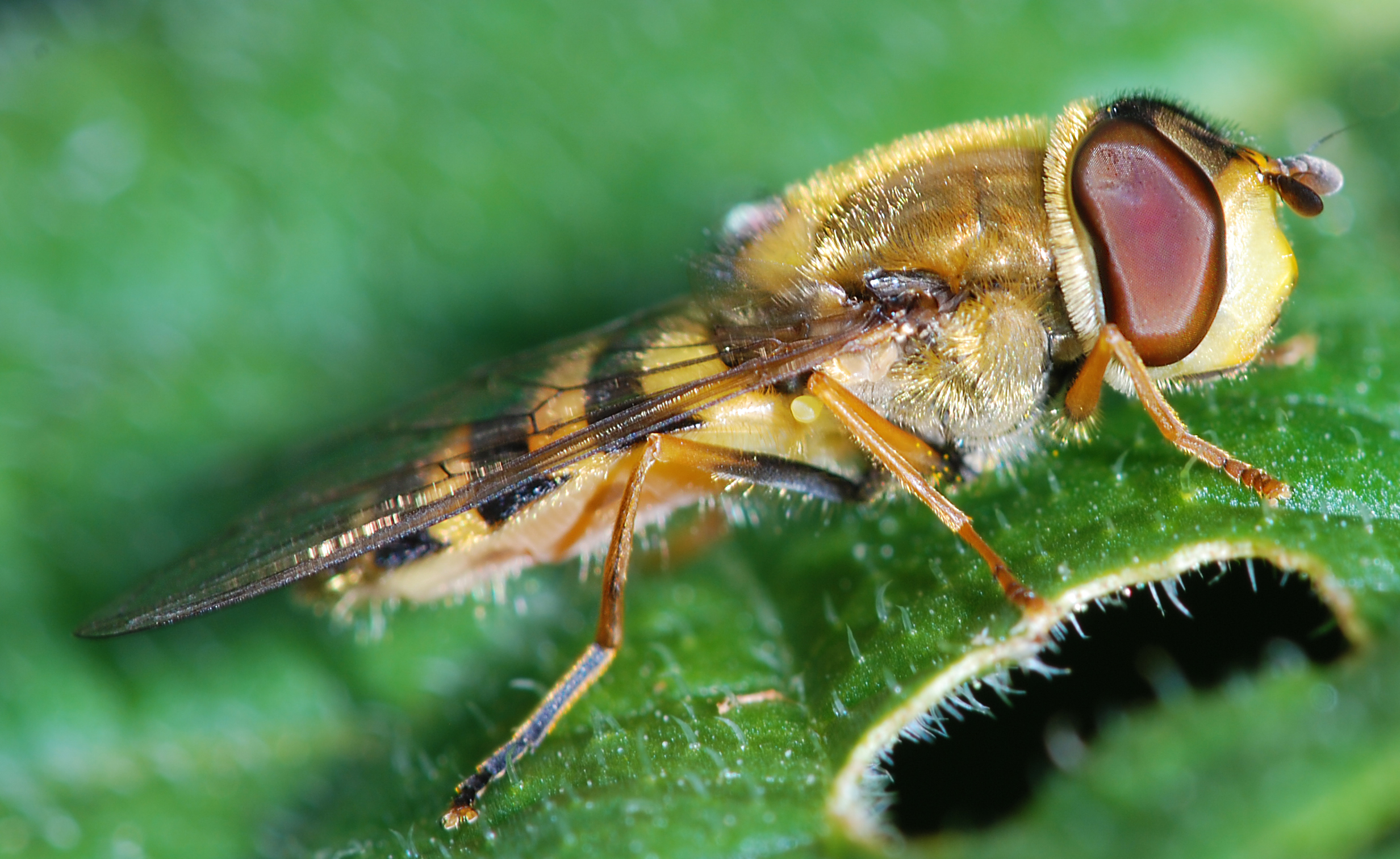
Syrphus vitripennis femelle